# Пежув (гміна)
Гміна Пежув (пол. Gmina Perzów) — сільська гміна у північно-західній Польщі. Належить до Кемпінського повіту Великопольського воєводства.
Станом на 31 грудня 2011 у гміні проживало 3849 осіб.

## Територія
Згідно з даними за 2007 рік площа гміни становила 75.46 км², у тому числі:
- орні землі: 83.00%
- ліси: 9.00%

Таким чином, площа гміни становить 12.40% площі повіту.

## Населення
Станом на 31 грудня 2011:
| Опис     | Загалом | Загалом | Чоловіки | Чоловіки | Жінки | Жінки |
| -------- | ------- | ------- | -------- | -------- | ----- | ----- |
| одиниця  | осіб    | %       | осіб     | %        | осіб  | %     |
| все      | 3849    | 100     | 1931     | 50.17    | 1918  | 49.83 |
| міське   | 0       | 100     | 0        |          | 0     |       |
| сільське | 3849    | 100     | 1931     | 50.17    | 1918  | 49.83 |

## Сусідні гміни
Гміна Пежув межує з такими гмінами: Бралін, Дзядова Клода, Кобиля Ґура, Намислув, Рихталь, Сицув.